# Харви, Антье
А́нтье Ха́рви (нем. Antje Harvey; до замужества — Мизерски (нем. Misersky); род. 10 мая 1967, Магдебург, ГДР) — бывшая биатлонистка и лыжница из Восточной Германии, Олимпийская чемпионка 1992 года в индивидуальной гонке, многократный призёр по биатлону зимних Олимпийских игр, чемпионка мира по биатлону 1995 года и бронзовый призёр Чемпионата мира по биатлону 1991 года в эстафете, а также бронзовый призёр Чемпионата мира по лыжным гонкам 1985 года в эстафете 4х5 км. Весной 1993 года вышла замуж за американского биатлониста Яна Харви.